# 沃戈
沃戈（挪威語：Vågå）是挪威的一個市镇，位於内陆郡，行政中心为沃戈莫村。市镇面积为1,330平方公里，人口数量为3,724人（2007年），人口密度为每平方公里3人。